# Список керівників держав 61 року
В даній статті представлені керівники державних утворень. Також фрагментарно наведені керівники нижчого рівня та деякі релігійні предстоятелі. З огляду на неможливість точнішого датування певні роки владарювання наведені приблизно.

## Європа
- Боспорська держава — цар Котіс I (до 63)
- володарка кельтського племені бригантів Картімандуя (43-69)
- правитель Дакії Скорило (29-68)
- Ірландія — верховний король Еллім мак Конрах (60-80 (згідно з «Історією» Джеффрі Кітінга) або 56-76 (згідно з «Хроніками Чотирьох Майстрів»)).
- вождь іценів — Боудіка (61-62).
- правитель корітанів Волісіос (до 60)
- Римська імперія
  - імператор Нерон (54-68)
    - консули Публій Петроній Турпіліан і Луцій Юній Цезенній Пет
      - легат провінції Паннонія — до 68 невідомо
      - легат Римської Британії Публій Петроній Турпіліан (61-63)

## Азія
- Адіабена — Монобаз II (55-70-ті)
- Анурадхапура — Субхараджа (60-66)
- Аріяка — раджа (цар) Нагапана Кшагарата (до 78)
- Велика Вірменія — цар Тигран VI (59-63)
- Мала Вірменія — цар Арістобул Іродіад (до 71-72)
- цар Елімаїди Ород II (до 70)
- Іберійське царство — Мітрідат I (58-106)
- Індо-парфянське царство (Маргіана) — цар Абдагаз (до 65)
- Китай — Династія Хань — Лю Чжуан (57-75)
- Когурьо — Тхеджохо (53-146)
- Коммагена — Антіох IV (38-72)
- Кушанська імперія — Кудзула Кадфіз (46-85)
- Набатейське царство — цар Маліку II (40—70/71)
- Осроена — цар Ману VI (57-71)
- Пекче — ван Тару (29-77)
- Парфія — Вологез I (до 78)
- Царство Сатаваханів — магараджа Манділака (57-62)
- Сілла — ван Тхархе (57-80)
- Харакена  — Аттамбел IV (до 64-65)
- шаньюй Хунну Ді (59-63)
  - первосвященник Юдеї  Ісмаел II бен Фабус  (до 62)
  - прокуратор Юдеї Порцій Фест (59-62)
  - префект Римської Сирії Гней Доміцій Корбулон (59-60 — 63)
  - намісник провінції Азія Квінт Марцій Барея Соран (61-62)

## Африка
- Царство Куш — цар Аманітенмеміде (до 62)
  - префект Римського Єгипту Луцій Юлій Вестін (60-62)